# Allée de Maintenon
L'allée de Maintenon est une voie de circulation des jardins de Versailles, en France.

## Description
L'allée de Maintenon débute au sud sur l'allée de Mortemets et se termine environ 1 700 m au nord sur l'allée de la Ceinture.